# Barbâtre
Barbâtre – miejscowość i gmina we Francji, w regionie Kraj Loary, w departamencie Wandea.
Według danych na rok 1990 gminę zamieszkiwało 1269 osób, a gęstość zaludnienia wynosiła 102 osób/km² (wśród 1504 gmin Kraju Loary Barbâtre plasuje się na 480. miejscu pod względem liczby ludności, natomiast pod względem powierzchni na miejscu 899.).